# لويد دبليو. نيوتن
لويد دبليو. نيوتن (بالإنجليزية: Lloyd W. Newton)‏ هو ضابط أمريكي، ولد في 24 ديسمبر 1942 في ريدجلاند في الولايات المتحدة.

## وصلات خارجية
- لويد دبليو. نيوتن على موقع إن إن دي بي (الإنجليزية)